# Олёты

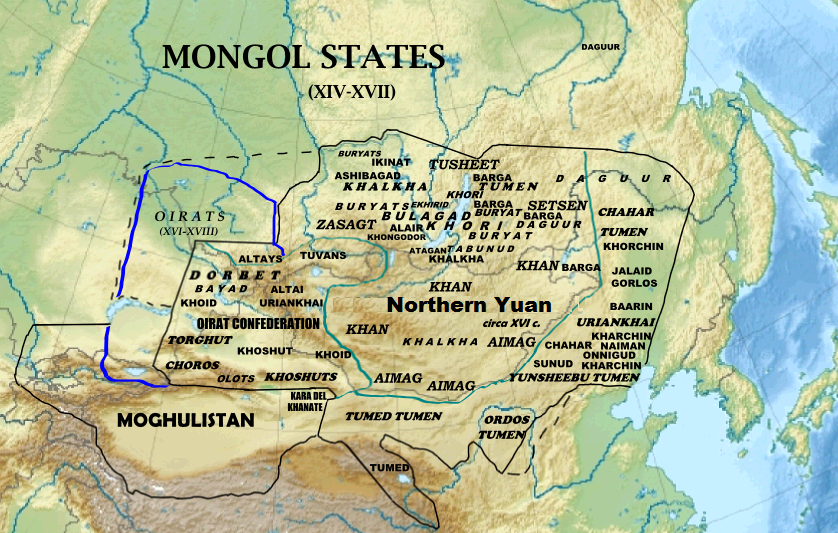
Монгольские государства в XIV-XVII веке: Монгольский каганат, Ойратское ханство, и Могулистан

Олёты (монг. Өөлд; транслит. ISO 9 ölöt, ööld, öölöd, ögölöd, ögeled):
1. Этногруппа ойратов[5], проживающая в Монголии в Кобдоском (сомон Эрдэнэбурэн) и Арахангайском (сомоны Улзийт, Хотонт, Угий-Нур) аймаках; часть проживает в Китае. Кобдоские олёты сохранили больше ойратских черт, чем арахангайские, которые практически слились с халха-монголами. Вероятно современные олёты являются потомками средневековых олётов, и в местах сегодняшнего расселения оказались после разгрома Джунгарского ханства в 1757—1758 годах[6][7][8].
2. Название одного из крупных ойратских племён периода средневековья. Некоторые исследователи предполагают, что олёты составляли наибольшую часть ойратов с начала 2-го тысячелетия, и от их имени было дано название всем западным монголам — «ойраты». Согласно другой точке зрения, племя сформировалось в результате смешения в XVII веке части дербетов, хошутов, хойтов, торгутов и урянхайцев (что видно из названий олётских родов)[6][7].
3. В китайских источниках это искаженная китайская форма термина ойраты — то есть западные монголы.

## Этимология названия
По одной из версий этноним олёт является искажённым (китайским) произношением термина «ойрат».
Есть несколько вариантов происхождения имени «ойраты» у различных исследователей:
- Название происходит из монгольских языков: «Ойрат есть монгольское слово в переводе: союзный, ближний, союзник» Н. Я. Бичурин. өөр (совр. калм.), ойр (совр. халх.) — ближний, близкий (географически); живущий по соседству, недалеко.
- Слово «ойрат» распадается на два термина «ой» и «арат» (лесные люди). На совр. халх.: ойн иргэд — лесное племя, ойн ард — лесной народ. (Банзаров Д.)
- Происхождение этнонима «ойрат» (оjiрад) и «огуз» из общей формы огізан либо огіз (монг. ojiран, мн. ч. ojiрад).
- Тотемное происхождение термина «ойрат» (в значении волк)   считается не случайным совпадение с финским «koira» (собака), то есть табуизированным (запрещающим вслух употреблять имя предка, заменяя его родственным словом) названием волка. У калмыков считающих своим предком чонэ (волка) ранее часто волк, помимо своего основного имени — чонэ, назывался "тенгрин ноха" — небесная (божественная) собака. Гипотеза может говорить о возможности контактов финно-угорских племен с предками западных монголов в районе Минусинской котловины.

## Общие сведения об этногруппе
В 19 веке олёты кочевали в основном на западе Кобдоского округа, тогда входившего в Китайскую империю, и занимавшего весь северо-западный угол Монголии (45° и 50° северной широты и 57° и 65° восточной долготы). Кобдоский округ имел бо́льшую площадь, чем современное место расселения олётов — Кобдоский аймак. В период цинского владычества главным начальником округа был китайский чиновник-мандарин (монг. хебей-амбань, с резиденцией в городе Кобдо), а для решения непосредственно монгольских дел, при нём состоял специальный чиновник из монголов — монгол-дзурган.
Верующие олёты исповедуют тибетский буддизм. В XIX веке самым богатым и людным монастырём в Кобдоском округе считался монастырь племени дюрбютов, он находился при ставке их князя в местности Улангом (современный город Улангом, монастырь Дечинравджаа).
Главным занятием олётов, как и почти всех монголов, в XIX веке являлось скотоводство. Помимо него они занимались охотой — для добывания шкур (в основном куниц) и мяса (сурков). Исследователь Эрдэнэболд Лхагвасурэн пишет о зачатках земледелия у олётов в долине реки Ховд, начало которому они положили переселившись сюда после распада Джунгарского ханства (кон. XVII века). Упоминается также о повинности олётов, наложенной цинским правительством — доставка дров для казённых зданий в городе Кобдо.
Торговля в местах проживания олётов была сосредоточена в руках китайцев и русских. Предметы вывоза в Китай из Кобдоского округа — бараны (выгонялось до миллиона голов), овчины, шерсть овечья и верблюжья, а импорт из Китая — бязь, кирпичный чай и разные произведения китайских кустарей, так как среди монголов не было ремесленников (кроме кузнецов и мастеров серебряного дела). Импорт из России — юфть, плис, бумажные товары, железные и медные изделия, подносы, тазы, сундуки и прочее; экспорт — рогатый скот (для выгона в город Иркутск), сурочьи шкуры, овечья и верблюжья шерсть.
В XX веке помимо скотоводства, часть олётов занята в промышленности.

## Язык
- Семья — алтайская;
  - Группа — монгольская (северомонгольская группа, западномонгольская подгруппа языков);
    - Язык — ойрат-калмыцкий (другие названия языка — калмыцкий, ойратский, джунгарский, ойрат-калмыцкий, монгольско-калмыцкий, западно-монгольский).